# Boulay-les-Barres
Pour les articles homonymes, voir Boulay.
Boulay-les-Barres est une commune française, située dans le département du Loiret en région Centre-Val de Loire.

## Géographie

### Localisation

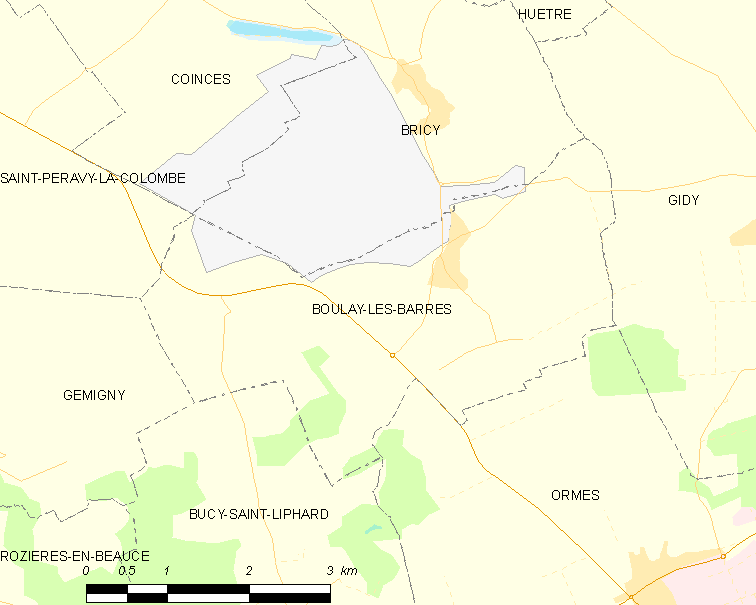
Carte de la commune de Boulay-les-Barres et des communes limitrophes.

La commune de Boulay-les-Barres se trouve dans le quadrant nord-ouest du département du Loiret, dans la région agricole de la Beauce de Patay et l'aire urbaine d'Orléans.  À vol d'oiseau, elle se situe à 12,5 km  d'Orléans, préfecture du département, et à 10,0 km de Patay, ancien chef-lieu du canton dont dépendait la commune avant mars 2015. La commune fait partie du bassin de vie d'Orléans.
Les communes les plus proches sont : Bricy (1,9 km), Gidy (4 km), Huêtre (4,3 km), Coinces (4,6 km), Ormes (4,9 km), Bucy-Saint-Liphard (5,3 km), Saint-Péravy-la-Colombe (6,6 km), Gémigny (6,9 km), Cercottes (7,3 km) et Rozières-en-Beauce (7,5 km).
Une partie du territoire de la commune héberge la base aérienne 123 Orléans-Bricy.

### Géologie et relief

#### Géologie
La commune se situe dans le sud du Bassin parisien, le plus grand des trois bassins sédimentaires français. Cette vaste dépression, occupée dans le passé par des mers peu profondes et des lacs, a été comblée, au fur et à mesure que son socle s’affaissait, par des sables et des argiles, issus de l’érosion des reliefs alentours, ainsi que des calcaires d’origine biologique, formant ainsi une succession de couches géologiques.
Les couches affleurantes sur le territoire communal sont constituées de formations superficielles du Quaternaire et de roches sédimentaires datant du Cénozoïque, l'ère géologique la plus récente sur l'échelle des temps géologiques, débutant il y a 66 millions d'années. La formation la plus ancienne est des marnes et calcaires de l'Orléanais remontant à l’époque Miocène de la période Néogène. La formation la plus récente est des alluvions récentes des lits mineurs remontant à l’époque Holocène de la période Quaternaire. Le descriptif de ces couches est détaillé dans  les feuilles « n°362 - Patay » et « n°363 - Orléans » de la carte géologique au 1/50 000ème du département du Loiret, et leurs notices associées,.

Carte géologique de la commune

|  | Fz : | alluvions récentes des lits mineurs, Holocène |

|  | qOE : | Limons et Loess, Quaternaire |

|  | m2MSO : | marnes et sables de l'Orléanais, Burdigalien    |
|  | m2MCO : | marnes et calcaires de l'Orléanais, Burdigalien |

#### Relief
La superficie cadastrale de la commune publiée par l’Insee, qui sert de références dans toutes les statistiques, est de 12,45 km2,. La superficie géographique, issue de la BD Topo, composante du Référentiel à grande échelle produit par l'IGN, est quant à elle de 12,33 km2. Son relief est relativement plat puisque la dénivelée maximale atteint 13 mètres. L'altitude du territoire varie entre 118 m et 131 m.

### Hydrographie
Aucun cours d'eau permanent n'est répertorié sur la commune.

### Climat
Pour des articles plus généraux, voir Climat du Centre-Val de Loire et Climat du Loiret.
En 2010, le climat de la commune est de type climat océanique dégradé des plaines du Centre et du Nord, selon une étude du CNRS s'appuyant sur une série de données couvrant la période 1971-2000. En 2020, Météo-France publie une typologie des climats de la France métropolitaine dans laquelle la commune est exposée à un climat océanique altéré et est dans la région climatique Moyenne vallée de la Loire, caractérisée par une bonne insolation (1 850 h/an) et un été peu pluvieux.
Pour la période 1971-2000, la température annuelle moyenne est de 10,8 °C, avec une amplitude thermique annuelle de 15,2 °C. Le cumul annuel moyen de précipitations est de 660 mm, avec 10,5 jours de précipitations en janvier et 7,2 jours en juillet. Pour la période 1991-2020, la température moyenne annuelle observée sur la station météorologique de Météo-France la plus proche, « Orléans - Bricy », sur la commune de Bricy à 2 km à vol d'oiseau, est de 11,7 °C et le cumul annuel moyen de précipitations est de 635,5 mm,. Pour l'avenir, les paramètres climatiques de la commune estimés pour 2050 selon différents scénarios d'émission de gaz à effet de serre sont consultables sur un site dédié publié par Météo-France en novembre 2022.

### Milieux naturels et biodiversité
L’inventaire des zones naturelles d'intérêt écologique, faunistique et floristique (ZNIEFF) a pour objectif de réaliser une couverture des zones les plus intéressantes sur le plan écologique, essentiellement dans la perspective d’améliorer la connaissance du patrimoine naturel national et de fournir aux différents décideurs un outil d’aide à la prise en compte de l’environnement dans l’aménagement du territoire. Le territoire communal de Boulay-les-Barres ne comprend pas de  ZNIEFF.

## Histoire

### Héraldique
| Blason de Boulay-les-Barres | Les armes de Boulay-les-Barres se blasonnent ainsi : Tranché : au premier d'argent aux trois bouleaux de sinople ordonnés deux et un, au second barré d'or et d'azur. |

## Urbanisme

### Typologie
Au 1er janvier 2024, Boulay-les-Barres est catégorisée commune rurale à habitat dispersé, selon la nouvelle grille communale de densité à sept niveaux définie par l'Insee en 2022.
Elle est située hors unité urbaine. Par ailleurs la commune fait partie de l'aire d'attraction d'Orléans, dont elle est une commune de la couronne,. Cette aire, qui regroupe 136 communes, est catégorisée dans les aires de 200 000 à moins de 700 000 habitants,.

### Occupation des sols
L'occupation des sols de la commune, telle qu'elle ressort de la base de données européenne d’occupation biophysique des sols Corine Land Cover (CLC), est marquée par l'importance des territoires agricoles (87,3 % en 2018), en diminution par rapport à 1990 (88,5 %). La répartition détaillée en 2018 est la suivante : 
terres arables (87,3 %), zones industrielles ou commerciales et réseaux de communication (4,9 %), zones urbanisées (4,5 %), forêts (3,4 %).
L’évolution de l’occupation des sols de la commune et de ses infrastructures peut être observée sur les différentes représentations cartographiques du territoire : la carte de Cassini (XVIIIe siècle), la carte d'état-major (1820-1866) et les cartes ou photos aériennes de l'IGN pour la période actuelle (1950 à aujourd'hui).

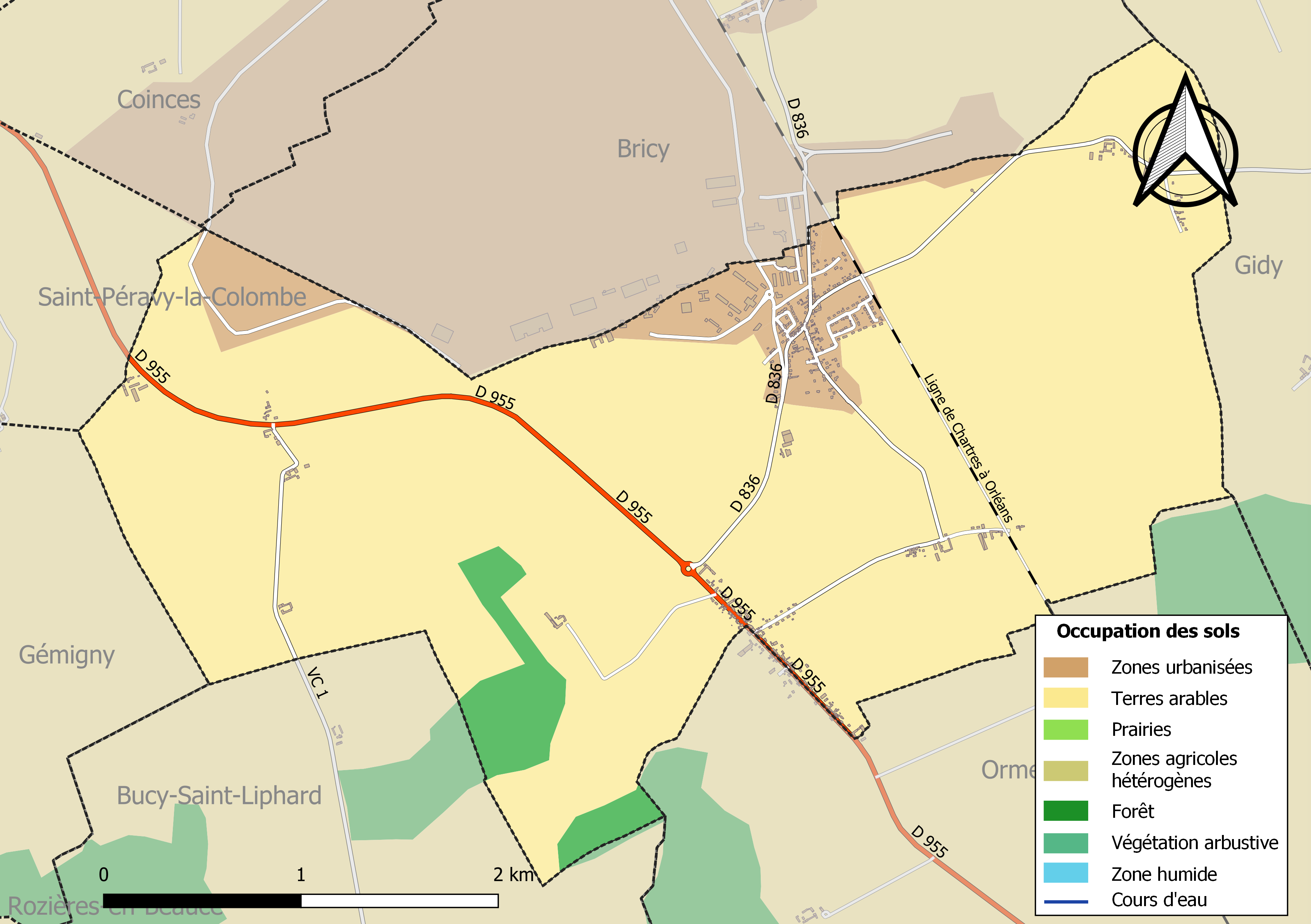
Carte des infrastructures et de l'occupation des sols de la commune en 2018 (CLC).
Carte orthophotographique de la commune en 2016.

### Planification

#### Carte communale
Le conseil municipal prescrit l'élaboration d'une carte communale le 2 octobre 2001. Après une enquête publique qui se déroule en mai 2002, le document est approuvé le 27 juin 2002.

#### Documents d'orientations intercommunaux
La commune est membre du Pays Loire Beauce, qui regroupe 38 communes. En 2012 les Pays Forêt d'Orléans Val de Loire, Loire Beauce et Sologne Val-sud sont les seuls territoires du département du Loiret ne disposant pas de schéma de cohérence territoriale (SCoT). Compte tenu  de l'intérêt de cet outil pour l'avenir des territoires, les élus de ces pays décident d'engager une démarche commune d'élaboration de SCoT. Le comité syndical du Pays Loire Beauce se prononce majoritairement en janvier 2013 pour prendre la compétence  « Elaboration, gestion et suivi du Schéma de Cohérence Territoriale » dans ses statuts. Le périmètre de SCoT à l'échelle des 38 communes composant le Pays Loire Beauce est arrêté par le Comité Syndical le 26 juin 2013. Les trois SCoT sont lancés officiellement et simultanément à La Ferté-Saint-Aubin le 21 juin 2014, l'assistance à maîtrise d'ouvrage étant confiée à un seul bureau d'études. Après étude et concertation de 2014 à 2017, le document doit être approuvé en 2018.

### Voies de communication et transports

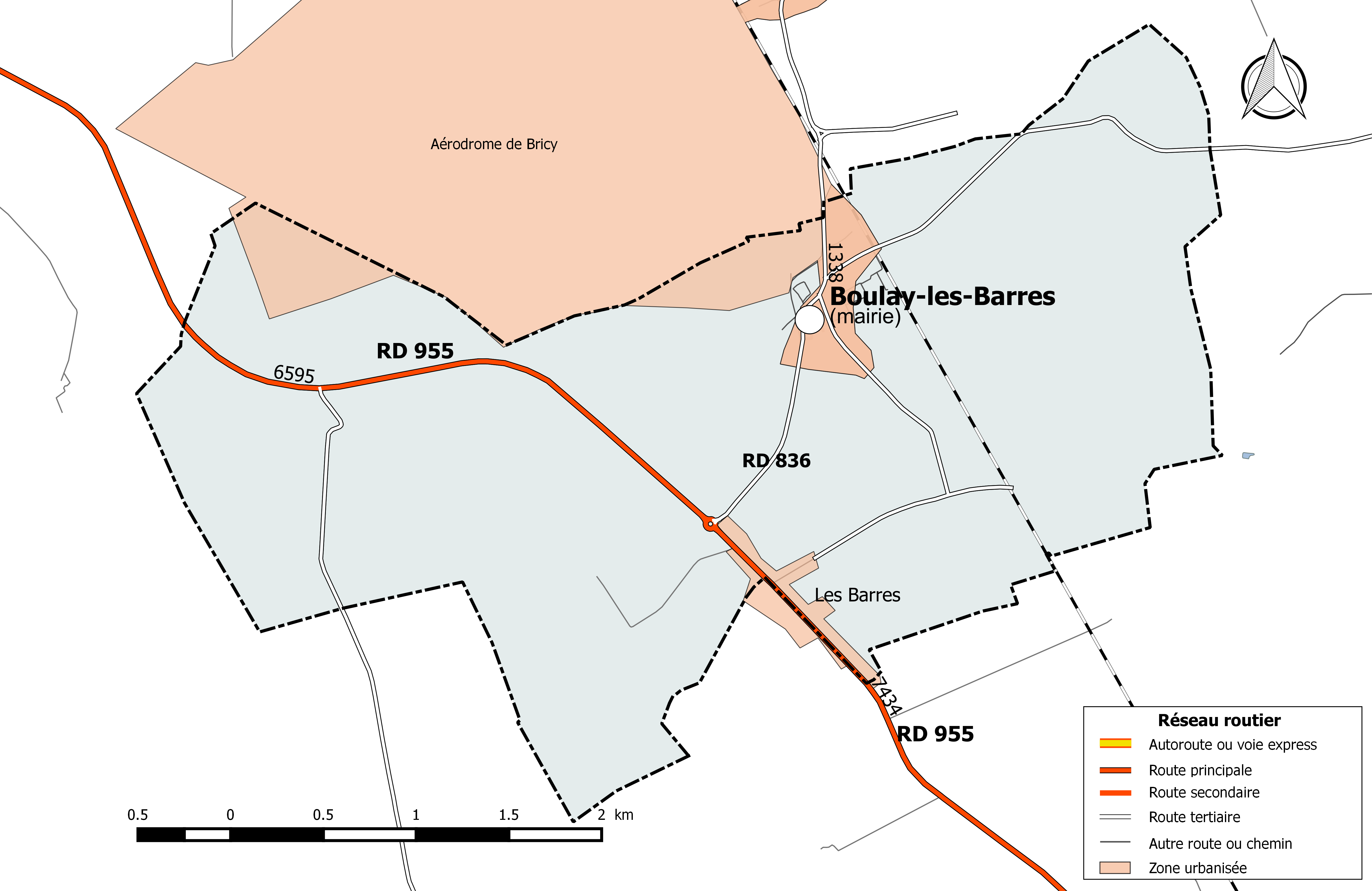
Réseau routier principal de la commune de Boulay-les-Barres (avec indication du trafic routier 2014).

#### Infrastructures routières
La commune est traversée par deux routes départementales : la RD 955 et la RD 836.
La RD 955 relie Ormes à Villamblain. Il s'agit de l'ancienne RN 155 qui, à sa création, en 1824, succède à la Route impériale 175 et relie Orléans à Saint-Malo par Alençon. Elle a été transférée au département du Loiret par arrêté du 22 décembre 2012.  En 2014, elle supporte un trafic de 6 595 véhicules/jour dans la traversée de la commune. La RD 836 (1 338 véhicules/jour) relie la commune à Coinces.
Complétant ces voies, la commune est sillonnée de plusieurs voies communales et chemins ruraux  desservant ses fermes et hameaux et les bourgs environnants.

#### Transports en commun routiers
En 2016, la commune est desservie par deux lignes régulières de transports par autocar du Conseil départemental du Loiret : la ligne 1A du réseau Ulys, qui relie Orgères-en-Beauce - Rouvray-Sainte-Croix - Orléans, et la ligne 1B Villamblain - Patay - Orléans. Ces lignes proposent un nombre de dessertes variable en fonction des jours ouvrables de la semaine,. Des correspondances SNCF sont assurées à la gare d'Orléans et TAO et Transbeauce à la Gare routière d'Orléans. À compter du 1er janvier 2017, la compétence des services de transports routiers interurbains, réguliers et à la demande est transférée des départements aux régions, et donc localement du département du Loiret à la région Centre-Val de Loire, consécutivement à la loi NOTRe du 7 août 2015. Dans ce cadre le Réseau de mobilité interurbaine "Rémi" remplace chacun des réseaux départementaux et en particulier le réseau Ulys dans le Loiret et  entre en service à compter de la rentrée scolaire du 4 septembre 2017.

#### Infrastructures ferroviaires
La ligne de Chartres à Orléans traverse le territoire communal. Construite au XIXe siècle, cette ligne ferroviaire est une voie unique de 75 km, réservée aux trains de marchandises depuis 1942. SNCF Réseau et la région Centre-Val de Loire ont engagé en 2009 un projet visant à moderniser et rouvrir la totalité de la ligne aux voyageurs. Une première section Chartres-Voves a été construite et terminée en 2015 pour un coût de 70 millions d'euros. Fin 2014 a lieu une concertation publique concernant le tronçon Voves-Orléans. Il est prévu de créer plusieurs haltes ferroviaires, notamment dans le Loiret, à Ingré-Ormes, Bricy-Boulay et Patay. L'objectif initial affiché était une ouverture en 2020.

### Risques naturels et technologiques
La commune de Boulay-les-Barres est vulnérable à différents aléas naturels : climatiques (hiver exceptionnel ou canicule), mouvements de terrains ou sismique (sismicité très faible). Elle est également exposée à un risque technologique : le risque de transport de matières dangereuses
. 
Entre 1989 et 2019, trois arrêtés ministériels ayant porté reconnaissance de catastrophe naturelle ont été pris pour le territoire de la commune  : deux  pour des inondations et coulées de boues et un pour des mouvements de terrains.

#### Risques naturels
Le territoire de la commune peut être concerné par un risque d'effondrement de cavités souterraines non connues. Une cartographie départementale de l'inventaire des cavités souterraines et des désordres de surface a été réalisée. Il a été recensé sur la commune plusieurs effondrements de cavités.
Par ailleurs le sol du territoire communal peut faire l'objet de mouvements de terrain liés à la sécheresse. Le phénomène de retrait-gonflement des argiles est la conséquence d'un changement d'humidité des sols argileux. Les argiles sont capables de fixer l'eau disponible mais aussi de la perdre en se rétractant en cas de sécheresse. Ce phénomène peut provoquer des dégâts très importants sur les constructions (fissures, déformations des ouvertures) pouvant rendre inhabitables certains locaux. Celui-ci a particulièrement affecté le Loiret après la canicule de l'été 2003. Une grande partie ouest du territoire de la commune est soumise à un aléa « fort » face à ce risque, selon l'échelle définie par le Bureau de recherches géologiques et minières (BRGM).
Depuis le 22 octobre 2010, la France dispose d’un nouveau zonage sismique divisant le territoire national en cinq zones de sismicité croissante. La commune, à l’instar de l’ensemble du département,  est concernée par un risque très faible.

#### Risques technologiques
La commune est exposée au risque de transport de matières dangereuses, en raison du passage sur son territoire d'un itinéraire structurant supportant un fort trafic (la route départementale D955),.

## Politique et administration

### Découpage territorial

#### Bloc communal: commune et intercommunalités

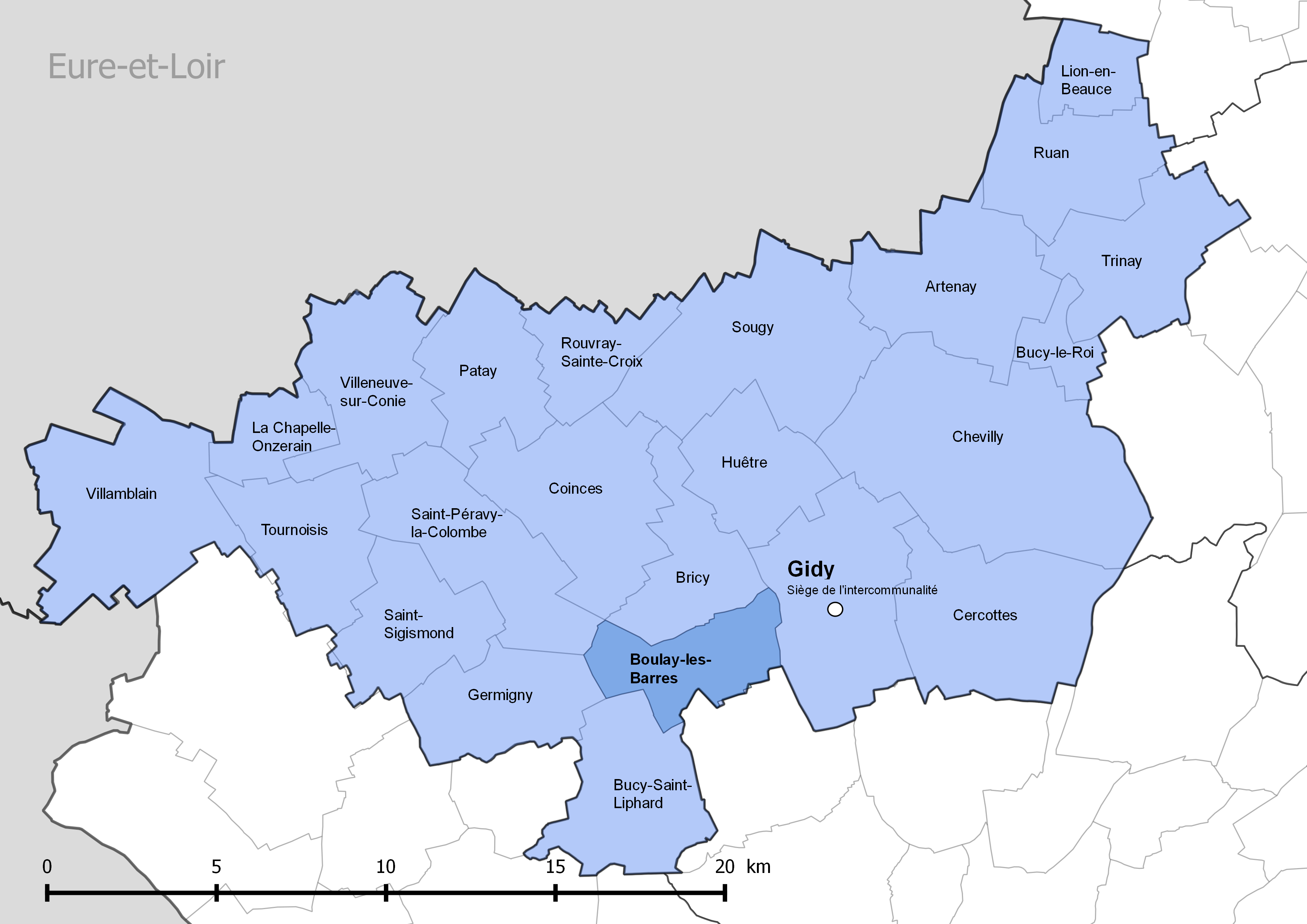
Localisation de la commune de Boulay-les-Barres dans la communauté de communes de la Beauce loirétaine.

La paroisse et bourg de Boullet acquiert le statut de municipalité avec le  décret du12 novembre 1789 de l'Assemblée Nationale puis celui de « commune », au sens de l'administration territoriale actuelle, par le décret de la Convention nationale du 10 brumaire an II (31 octobre 1793). Il faut toutefois attendre la loi du 5 avril 1884 sur l'organisation municipale pour qu'un régime juridique uniforme soit défini pour toutes les communes de France, point de départ de l’affirmation progressive des communes face au pouvoir central. La commune apparaît sous le nom de Boullay dans le cadastre de 1812 puis prend le nom de Boulay-les-Barres à la suite du décret du 21 février 1933. Aucun événement de restructuration majeure du territoire, de type suppression, cession ou réception de territoire, n'a affecté la commune depuis sa création.
La commune de Boulay-les-Barres n'appartient à aucune intercommunalité à fiscalité propre jusqu'en 2011 et fait partie, à cette date, des 68 communes du Loiret dites « isolées », dont les dix communes du canton de Patay. La commune adhère à la communauté de communes de la Beauce loirétaine lors de la création de cette intercommunalité le 26 décembre 2012. Les compétences transférées sont : la collecte et le traitement des déchets, l'assainissement non collectif, certains actions de développement et d'aménagement économique (zones d'activités), le développement et aménagement social et culturel, l'aménagement de l'espace (SCOT, PLU), la voirie, le développement touristique, le logement et l'habitat (PLH, OPAH), préfiguration des pays.
La commune appartient à d'autres établissements publics de coopération intercommunale, de type syndicats ou autres regroupements intercommunaux. Le découpage territorial de ces structures est en constante évolution dans une perspective de rationalisation et d'efficience des services.

#### Circonscriptions administratives et électorales de rattachement
Sous l'Ancien Régime, à la veille des États généraux de 1789, la paroisse de Boullet était rattachée sur le plan ecclésiastique au diocèse d'Orléans, sur le plan judiciaire au bailliage d'Orléans et au grenier à sel d'Orléans, sur le plan militaire au gouvernement d'Orléans et sur le plan administratif à la généralité d'Orléans.
La loi du 22 décembre 1789 divise le pays en 83 départements découpés chacun en six à neuf districts eux-mêmes découpés en cantons regroupant des communes. Les districts, tout comme les départements, sont le siège d’une administration d’État et constituent à ce titre des circonscriptions administratives. La commune de Boulay-les-Barres est alors incluse dans le canton de Patay, le district d'Orléans et le département du Loiret.
La recherche d’un équilibre entre la volonté d’organiser une administration dont les cadres permettent l’exécution et le contrôle des lois d’une part, et la volonté d’accorder une certaine autonomie aux collectivités de base (paroisses, bourgs, villes) d’autre part, s’étale de 1789 à 1838. Les découpages territoriaux évoluent ensuite au gré des réformes visant à décentraliser ou recentraliser l'action de l'État. La régionalisation fonctionnelle des services de l'État (1945-1971) aboutit à la création de régions. L'acte I de la décentralisation de 1982-1983 constitue une étape importante en donnant l'autonomie aux collectivités territoriales, régions, départements et communes. L'acte II intervient en 2003-2006, puis l'acte III en 2012-2015. Parallèlement l'État se réforme périodiquement. La réforme de l’administration territoriale de l’État (RéATE), entrée en vigueur au 1er janvier 2010 et issue de la révision générale des politiques publiques (RGPP) est une des grandes réformes visant à simplifier l'organisation de l’État.
Le tableau suivant présente les rattachements, au niveau infra-départemental, de la commune de Boulay-les-Barres aux différentes circonscriptions administratives et électorales ainsi que l'historique de l'évolution de leurs territoires.
| Circonscription             | Nom                | Dernière période | Type de circonscription      | Évolution du découpage territorial |
| --------------------------- | ------------------ | ---------------- | ---------------------------- | --- |
| District                    | Orléans            | 1790-1795        | Administrative               | La commune est rattachée au district d'Orléans de 1790 à 1795,. La Constitution du 5 fructidor an III, appliquée à partir de vendémiaire an IV (1795) supprime les districts, rouages administratifs liés à la Terreur, mais maintient les cantons qui acquièrent dès lors plus d'importance. |
| Canton                      | Patay              | 1790-1801        | Électorale                   | En 1790, lors de la création des cantons, districts et départements, la commune de Boulay-les-Barres est rattachée au canton de Patay. Les cantons sont supprimés, en tant que découpage administratif, par une loi du 26 juin 1793, et ne conservent qu'un rôle électoral. Ils permettent l’élection des électeurs du second degré chargés de désigner les députés. Ils acquièrent une fonction administrative avec la disparition des districts en 1795. |
| Canton                      | Ingré              | 1801-1806        | Administrative et électorale | Sous le Consulat, un redécoupage territorial visant à réduire le nombre de justices de paix ramène le nombre de cantons dans le Loiret de 59 à 31. Boulay-les-Barres est alors rattachée au canton d'Ingré par arrêté du 9 vendémiaire an X (30 septembre 1801),. |
| Canton                      | Orléans-Nord-Ouest | 1806-1973        | Administrative et électorale | En 1806, la commune est rattachée au canton d'Orléans-Nord-Ouest, un canton nouveau issu de la division de la ville d'Orléans en cinq arrondissements de justices de paix,. |
| Canton                      | Patay              | 1973-2015        | Administrative et électorale | En 1973, la commune est rattachée au canton de Patay. |
| Canton                      | Meung-sur-Loire    | 2015-            | Électorale                   | La loi du 17 mai 2013 et ses décrets d'application publiés en février et mars 2014 introduisent un nouveau découpage territorial pour les élections départementales. La commune est alors rattachée au canton de Meung-sur-Loire. Depuis cette réforme, plus aucun service de l'État n'exerce sa compétence sur un territoire s'appuyant sur le nouveau découpage cantonal. Le canton a disparu en tant que circonscription administrative de l'État ; il est désormais uniquement une circonscription électorale dédiée à l'élection d'un binôme de conseillers départementaux siégeant au conseil départemental,. |
| Arrondissement              | Orléans            | 1801-            | Administrative               | Boulay-les-Barres est rattachée à l'arrondissement d'Orléans depuis sa création en 1801,. |
| Circonscription législative | 2e circonscription | 2010             | Électorale                   | Lors du découpage législatif de 1986, le nombre de circonscriptions législatives passe dans le Loiret de 4 à 5. Un nouveau redécoupage intervient en 2010 avec la loi du 23 février 2010. En attribuant un siège de député « par tranche » de 125 000 habitants, le nombre de circonscriptions par département varie désormais de 1 à 21,. Dans le Loiret, le nombre de circonscriptions passe de cinq à six. La réforme n'affecte pas Boulay-les-Barres qui reste rattachée à la deuxième circonscription. |

#### Collectivités territoriales
La commune de Boulay-les-Barres est rattachée sur le plan administratif au département du Loiret et à la région Centre-Val de Loire, à la fois circonscriptions administratives de l'État et collectivités territoriales.

### Politique et administration municipale

#### Conseil municipal et maire
Depuis les élections municipales de 2014, le conseil municipal de Boulay-les-Barres, commune de plus de 1 000 habitants, est élu au scrutin proportionnel de liste à deux tours (sans aucune modification possible de la liste),  pour un mandat de six ans renouvelable. Il est composé de 15 membres. L'exécutif communal est constitué par le maire, élu par le conseil municipal parmi ses membres, pour un mandat de six ans, c'est-à-dire pour la durée du mandat du conseil.
| Période                                  | Période     | Identité          | Étiquette | Qualité                          |
| ---------------------------------------- | ----------- | ----------------- | --------- | -------------------------------- |
| mars 1995                                | 21 mai 2015 | Nicole Pinsard    | DVD       | infirmière, conseillère générale |
| juillet 2015                             | mai 2020    | Pascale Minière   |           | agricultrice exploitante         |
| mai 2020                                 | En cours    | Bertrand Guillon, |           | artisan                          |
| Les données manquantes sont à compléter. |             |                   |           |                                  |

## Équipements et services

### Environnement

#### Gestion des déchets
Au 31 décembre 2016, la commune est membre du SIRTOM de la région d'Artenay (SIRTOMRA), créé le 20 décembre 1971. Celui-ci assure la collecte et le traitement des ordures ménagères résiduelles en porte à porte, des emballages ménagers recyclables en porte à porte ou en points d’apport volontaire, du verre en points d’apport volontaire et des papiers en points d’apport volontaire. Un réseau de quatre déchèteries accueille les encombrants et autres déchets spécifiques (déchets verts, déchets dangereux, gravats, ferraille, cartons…). La déchèterie la plus proche de la commune est située sur la commune de Patay.
L'élimination et la valorisation énergétique des déchets est effectuée dans l'outil de traitement appelé BEGEVAL, installé à Pithiviers et géré par le syndicat de traitement Beauce Gâtinais Valorisation (BGV) qui regroupe le territoire des trois syndicats de collecte : SMETOM, SITOMAP et SIRTOMRA. Cet outil est composé d’un centre de valorisation matière qui trie les emballages issus de la collecte sélective, les journaux-magazines et les cartons de déchetteries, et d’un centre de valorisation énergétique qui incinère les ordures ménagères résiduelles et le tout-venant incinérable des déchetteries ainsi que les refus du centre de tri.
Depuis le 1er janvier 2017, la « gestion des déchets ménagers » ne fait plus partie des compétences de la commune mais est une compétence obligatoire de la communauté de communes de la Beauce loirétaine, en application de la loi NOTRe du 7 août 2015.

#### Production et distribution d'eau
Le service public d’eau potable est une compétence obligatoire des communes depuis l’adoption de la loi du 30 décembre 2006 sur l’eau et les milieux aquatiques. Au 31 décembre 2016, la production de l'eau potable sur le territoire communal est assurée par le syndicat de production d'eau potable de Boulay-les-Barres - Bricy, un syndicat créé en 1977 desservant deux communes : Boulay-les-Barres et Bricy,, et la distribution par  la commune elle-même.
La loi NOTRe du 7 août 2015 prévoit que le transfert des compétences « eau et assainissement » vers les communautés de communes sera obligatoire à compter du 1er janvier 2020. Le transfert d’une compétence entraîne  de  facto  la  mise  à disposition  gratuite  de  plein droit des biens, équipements et services publics utilisés, à la date du transfert, pour l'exercice de ces compétences et la substitution de la communauté dans les droits et obligations des communes,.

#### Assainissement
L’assainissement non collectif (ANC) désigne les installations individuelles de traitement des eaux domestiques qui ne sont pas desservies par un réseau public de collecte des eaux usées et qui doivent en conséquence traiter elles-mêmes leurs eaux usées avant de les rejeter dans le milieu naturel. En 2016, la communauté de communes de la Beauce loirétaine assure le service public d'assainissement non collectif (SPANC), qui a pour mission de vérifier la bonne exécution des travaux de réalisation et de réhabilitation, ainsi que le bon fonctionnement et l’entretien des installations,.

## Population et société

### Démographie
L'évolution du nombre d'habitants est connue à travers les recensements de la population effectués dans la commune depuis 1793. Pour les communes de moins de 10 000 habitants, une enquête de recensement portant sur toute la population est réalisée tous les cinq ans, les populations de référence des années intermédiaires étant quant à elles estimées par interpolation ou extrapolation. Pour la commune, le premier recensement exhaustif entrant dans le cadre du nouveau dispositif a été réalisé en 2004.
En 2022, la commune comptait 1 061 habitants, en évolution de +12,04 % par rapport à 2016 (Loiret : +1,89 %, France hors Mayotte : +2,11 %).
| 1793 | 1800 | 1806 | 1821 | 1831 | 1836 | 1841 | 1846 | 1851 |
| ---- | ---- | ---- | ---- | ---- | ---- | ---- | ---- | ---- |
| 370  | 378  | 418  | 402  | 407  | 426  | 488  | 508  | 490  |

| 1856 | 1861 | 1866 | 1872 | 1876 | 1881 | 1886 | 1891 | 1896 |
| ---- | ---- | ---- | ---- | ---- | ---- | ---- | ---- | ---- |
| 486  | 482  | 454  | 465  | 461  | 494  | 438  | 451  | 427  |

| 1901 | 1906 | 1911 | 1921 | 1926 | 1931 | 1936 | 1946 | 1954 |
| ---- | ---- | ---- | ---- | ---- | ---- | ---- | ---- | ---- |
| 419  | 425  | 412  | 344  | 330  | 334  | 354  | 365  | 514  |

| 1962 | 1968 | 1975 | 1982 | 1990 | 1999 | 2004 | 2006  | 2009  |
| ---- | ---- | ---- | ---- | ---- | ---- | ---- | ----- | ----- |
| 524  | 483  | 441  | 444  | 466  | 551  | 567  | 1 125 | 1 119 |

| 2014 | 2019  | 2022  | - | - | - | - | - | - |
| ---- | ----- | ----- | - | - | - | - | - | - |
| 948  | 1 053 | 1 061 | - | - | - | - | - | - |